# Golden Axe: The Duel
Golden Axe: The Duel (ゴールデンアックス・ザ・デュエル) es un juego de peleas con temática de fantasía producido por Sega, basado en su serie de Golden Axe. Fue lanzado originalmente como un juego de arcade en 1995 y fue posteriormente porteado a la Sega Saturn. Es la tercera entrega de arcade en la serie, después del Golden Axe original y Golden Axe: The Revenge of Death Adder.

## Trama
Muchos años después de la última guerra con Death Adder, el hacha mágica que Gillius Thunderhead usó para matar a Death Adder es redescubierta. Con el tiempo, los poderes del hacha han crecido. Numerosos guerreros lucharán para adueñarse de la poderosa hacha.[3] Estos incluyen a Doc, Green, Jamm, Kain Blade, Keel, Milan Flare, Panchos y Zoma, para un total de 10.

## Desarrollo
El juego fue desvelado en el show Amusement Operators' Union (AOU) de 1995 en Tokio.

## Recepción
Golden Axe: The Duel recibió reseñas medias de parte de los críticos. Reseñando la versión de Saturn, Maximum juzgó al juego como decente tanto en jugabilidad como gráficos, pero criticó fuertemente la falta de originalidad, y se quejó de que la mecánica de los enanos que sueltan pociones hacía que la ejecución de los superataques fuese demasiado complicada. Resumieron al juego como «un claro ejemplo de programadores competentes programando un concepto carente». Tom Guise de Sega Saturn Magazine elogió la conversión «exacta al arcade», la mecánica de las pociones de los enanos, los gráficos impresionantes, y la música, pero sintió que el juego fue «superado» por los ports inminentes de Virtua Fighter 2 y X-Men: Children of the Atom. Los cuatro analistas de Electronic Gaming Monthly también elogiaron la mecánica de las pociones, pero sintieron que el juego simplemente no destacaba entre los juegos de peleas 2D previos, y que, en particular, sus gráficos eran demasiado similares a los de Samurai Shodown. GamePro dijo que fue «un juego de peleas tonto en su máxima expresión», citando los movimientos obtusos, la ausencia de combos, y la dificultad en hacer que los movimientos funcionen. Un analista de Next Generation lo llamó «sólido pero sin inspiración». Explicó que la animación, los gráficos, la interfaz de control, y los movimientos especiales se comparan con los mejores juegos de peleas lanzados durante la era de los 16-bit, lo que simultáneamente lo categoriza como una generación atrasado y un título recomendado para los fanes de juegos de peleas 2D viejos.